# Фридрих Август I (король Саксонии)
Фри́дрих А́вгуст III (нем. Friedrich August III.; 23 декабря 1750[…], Дрезден — 5 мая 1827, Дрезден) — курфюрст саксонский, с 1806 года король саксонский под именем Фри́дрих А́вгуст I (нем. Friedrich August I.), герцог варшавский (пол. Fryderyk August I) в 1807—1815 годах.
Сын Фридриха Кристиана и Марии Антонии Баварской, дочери императора Карла VII. Был воспитан матерью вдали от придворной жизни. Фридрих Август был человек чувства, от всей души желавший стать в уровень со своим призванием; его любовь к правде и справедливости была настолько велика, что он заслужил у народа прозвание нем. Der Gerechte — Справедливый. Двоюродный брат Людовика XVI, Людовика XVIII и Карла Х.
Правление Фридриха Августа продолжалось 64 года и является самым долгим в истории Саксонии.

## Правление
Фридрих Август наследовал отцу, правившему всего два месяца Фридриху Кристиану, 17 декабря 1763 года в 13-летнем возрасте.
Первоначально юный курфюрст находился под опекой своего дяди, принца Ксавера Саксонского, который вступил в конфликт с представителями сословий Саксонии, вследствие чего раньше времени должен был сложить с себя регентство. 13 сентября 1768 года Фридрих Август был объявлен совершеннолетним и начал фактическое правление. Он прекратил взимание пошлин, установленных его опекуном, уменьшил число войска и окружил себя способными советниками.
В 1769 году женился на дочери пфальцграфа Фридриха Пфальц-Цвейбрюкенского, Марии Амалии Августе, только одна их дочь достигла совершеннолетия.
Фридрих Август ввёл в государственном хозяйстве порядок, доведённый до педантизма, довёл до конца начатое отцом упорядочение финансов, сам подавал пример законности и преданности долгу, что действовало благодетельно на все чиновничество. Он отменил продажу судейских должностей за деньги, отменил пытки (1770 год), поднял народное образование, основал учительские семинарии, в 1791 году созвал законодательную комиссию, оживил ремесла и торговлю, земледелие и скотоводство.

## Внешняя политика
Во внешней своей политике Фридрих Август соблюдал строжайший нейтралитет, но больше склонности высказывал к Пруссии, которой он подражал в своей внутренней администрации. От своей матери он приобрёл её права на баварское аллодиальное наследство (1776 год) и выступил в 1778 году против австрийских притязаний на Баварию, на мирном конгрессе в Тешене за отказ от своих баварских прав получил 6 млн гульденов и ленные права на австрийские земли Глаухау, Вальденбург и Лихтенштейн, лежавшие внутри Саксонии.
Когда Фридрих Великий составил свой «союз князей» против Австрии, Фридрих Август вступил в этот союз только под условием сохранения нейтралитета.
Польская Конституция 3 мая 1791 года установила, вместо прежней выборной монархии, наследственную монархию с государем из дома курфюрстов саксонских. Согласно этой конституции, после смерти Станислава Понятовского престол Польши должен был перейти к Фридриху Августу I и в дальнейшем быть наследственным в доме Веттинов. Однако это положение конституции так и не осуществилось, поскольку в 1795 году Речь Посполитая перестала существовать после Третьего раздела Польши, и её престол был упразднён. Впоследствии Фридриху Августу всё же удалось стать монархом польских земель.

## Французские революционные и Наполеоновские войны

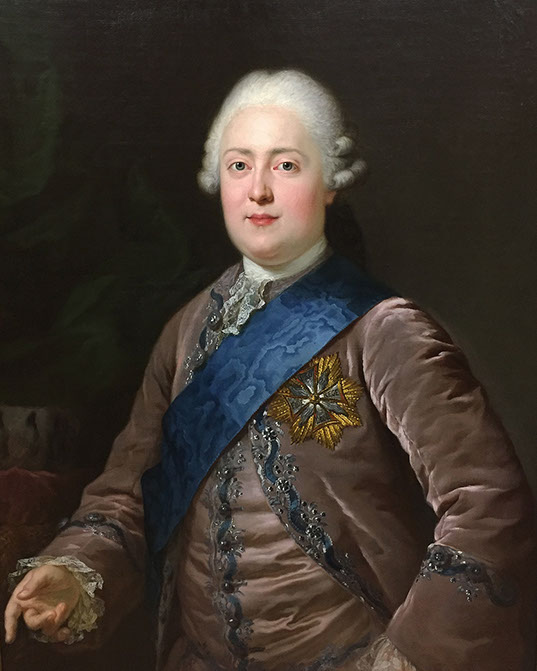
Курфюрст Фридрих Август III в возрасте 18 лет. Портрет кисти Антона Граффа, 1768

Во время французской революции, несмотря на нейтралитет Саксонии, Фридриху Августу пришлось выставить в 1793 году контингент для войны с Францией. Эти войска были отозваны в 1796 году, когда генерал Журдан проник во Франконию и заключил с Фридрихом-Августом договор на условиях нейтралитета Саксонии.
После поражения в битве при Йене, в которой саксонцы сражались против французов, Фридрих Август склонился к миру с Францией. По договору 11 декабря 1806 года он по Познанскому договору получил титул короля и вступил в Рейнский союз. До 1813 года саксонские войска участвовали в войнах на стороне Наполеона.
По Тильзитскому миру Саксония получила прусский Котбусский округ и герцогство Варшавское, образованное из польских земель, принадлежавших Пруссии, что положило начало трениям с нею. Зато Вестфальскому королевству Саксония сделала значительные земельные уступки.
В 1809 году саксонские войска были взяты Наполеоном для борьбы с Австрией на Дунае. По Венскому миру Австрия уступила Саксонии 6 ленных владений, находившихся в пределах Саксонии. По желанию Наполеона, саксонские войска были устроены по французскому образцу, но способ пополнения остался старый — вербовка; укрепления Дрездена были срыты, Торгау превращён в крепость.
Континентальная система, строго соблюдавшаяся в Саксонии, разоряла страну, особенно Лейпциг, губила промышленность, больше всего хлопчатобумажную.
Как только в 1813 году началась Война Шестой коалиции, Фридрих Август бежал из Дрездена, желая сохранить нейтралитет. Но генерал Лекок отложился от французов, генерал Тильман запер перед ними крепость Торгау. Советники Фридриха Августа, Лангенау и граф Зенфт, стояли за сближение с Австрией; но когда король узнал, что Австрия требует от него отказа от прав на Варшавское герцогство, то отклонил приглашение на переговоры. Русские и пруссаки заняли Дрезден и Лейпциг и обошлись с Саксонией очень снисходительно, в надежде, что народ поднимется против ига французов, но саксонцы слишком ещё боялись Франции, правящие круги слишком мало доверяли Пруссии.
В силу тайной конвенции с Австрией (20 апреля) Фридрих Август отказал Наполеону в помощи кавалерией, запретил открывать крепость Торгау для французских войск, чем было остановлено движение Нея на Берлин, но когда Наполеон победил при Лютцене, Фридрих Август так испугался за свою корону, что дал отставку Зенфту, заменив его графом Эйнзиделем, и собственноручным письмом просил Наполеона о прощении. Все требования императора относительно войск и крепостей были исполнены, а Фридрих Август уже не распоряжался своими солдатами и страной, а должен был поставлять войска, деньги и т. п. в требуемом количестве в армию Наполеона. Несчастная страна, сделавшаяся главным театром военных действий, невыразимо страдала и от французов, и от союзников, от займов, сделанных королём для Наполеона, от обязательства выставить 20 тыс. человек пехоты и 4 тыс. конницы. Саксонцы, шедшие с Неем на Берлин, были почти уничтожены в битве при Денневице и в благодарность выслушали от Нея обвинение, что он разбит благодаря им. Когда Наполеон оставил 7 октября Дрезден, Фридрих Август с семьёй последовал за ним, более как пленник, нежели союзник.
В битве при Лейпциге Фридрих Август был взят в плен и содержался в Берлине, в том числе во дворце Фридрихсфельде. В Саксонию был назначен генерал-губернатором князь Н. Г. Репнин-Волконский.

## Послевоенное устройство

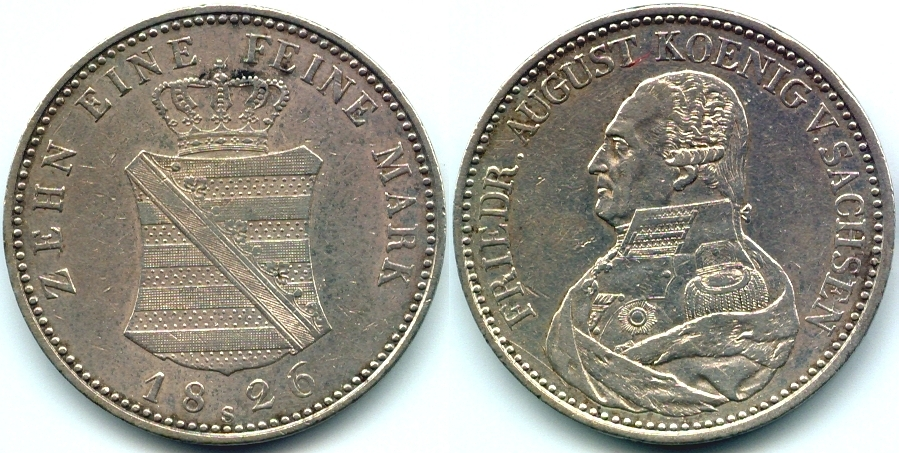
Саксонский конвенционный талер 1826 года с портретом короля Фридриха Августа I

На Венском конгрессе посланному Фридрихом Августом Ватцдорфу удалось войти в сношения с Талейраном и склонить Людовика XVIII к участию в судьбе саксонского короля; Франция, не желавшая усиления Пруссии и охотнее видевшая Германию разделенной на небольшие государства, решительно воспротивилась присоединению Саксонии к Пруссии. В конце концов, конгресс высказался за раздел Саксонии. Выпущенный на свободу, Фридрих Август переехал в Прессбург, где с ним велись переговоры; 21 мая он должен был подписать мирный договор с Пруссией и Россией, по которому Саксония уступала Пруссии 367,5 миль², с 864 404 жителями, кроме того, она отказывалась от Варшавского герцогства.
6 июля 1815 года Фридрих Август вступил в члены Германского союза, он спешил залечить раны своего государства, в чём ему помогало искусство его главного министра, графа Эйнзиделя; но в политической жизни господствовал полный застой. Король не хотел полного преобразования сословного представительства и только отчасти расширил полномочия ландтага (1820). Развитию промышленности сильно мешали путы, которыми она была связана издавна. Фридрих Август поднял университет в Лейпциге, основал медицинскую и военную академии в Дрездене и лесную в Тарандте (одно из старейших учебных заведений по лесоводству в мире). Прекрасный сад в Пильнице указывает на любовь Фридриха Августа к ботанике.